# سارا پترسون
سارا پترسون (انگلیسی: Sarah Patterson؛ زادهٔ ۱۹۷۲) هنرپیشه اهل بریتانیا است.
از فیلم‌ها یا برنامه‌های تلویزیونی که وی در آن نقش داشته‌است می‌توان به سفیدبرفی اشاره کرد.